# الحرب الإنجليزية الأفغانية الثالثة
الحرب الإنجليزية الأفغانية الثالثة (بالإنجليزية: Third Anglo-Afghan War)‏ (بالفارسية: جنگ سوم افغان-انگلیس) والمعروفة أيضاً بالحرب الأفغانية الثالثة، والحرب البريطانية الأفغانية لعام 1919 وتُعرف في أفغانستان باسم حرب الاستقلال. بدأت في 6 مايو 1919 عندما اجتاحت إمارة أفغانستان الهند البريطانية وانتهت بالهدنة في 8 أغسطس 1919. وقد أدت الحرب إلى استعادة الأفغان السيطرة على الشؤون الخارجية من بريطانيا، واعتراف البريطانيين بأفغانستان كدولة مستقلة. ووفقا للمؤلف البريطاني مايكل بارثورب، فقد اعتُبرت أيضًا انتصارًا استراتيجيًا ثانويًا للبريطانيين نتيجة أن خط ديورند قد أُعيد تأكيده كحدود سياسية بين أفغانستان والراج البريطاني، ووافق الأفغان على عدم إثارة المتاعب على الجانب البريطاني.

## خلفية تاريخية
يعود السبب الرئيسي للحرب الإنجليزية الأفغانية الثالثة إلى ما قبل بدء القتال بوقت طويل. أما بالنسبة للبريطانيين في الهند، فقد اعتبروا أفغانستان بمثابة تهديد. وكان البريطانيون قلقين من النوايا الروسية خشية أن تشن القوات القيصرية هجومًا على الهند عبر أفغانستان. أصبحت هذه الفترة تعرف باسم اللعبة الكبرى. في محاولة لنفي هذا التهديد، بذل البريطانيون العديد من المحاولات لفرض إرادتهم على كابول، وخاضوا حربين اثنتين على مدار القرن التاسع عشر: الحرب الإنجليزية الأفغانية الأولى (1839-1842) والحرب الإنجليزية الأفغانية الثانية (1878-1880).
مثّلت نهاية الحرب الأفغانية الثانية في عام 1880 بدايةً لما يقرب أربعين عاماً من العلاقات الطيبة بين بريطانيا وأفغانستان تحت قيادة عبد الرحمن خان وحبيب الله خان، وفي ذلك الوقت حاول البريطانيون إدارة السياسة الخارجية الأفغانية من خلال دفع إعانة مالية ضخمة. ورغم استمرار استقلال البلد ظاهريًا، فقد قَبِل بموجب معاهدة جاندماك (1879) أنه في المسائل الخارجية «... لا يملك أي نوافذ مطلّة على العالم الخارجي، باستثناء الهند«.
رغم أن حبيب الله قد التزم موقف الحياد في الصراع، بيد أنه في الواقع قَبِل بعثة تركية ألمانية في كابول ومساعدة عسكرية من قوى المركز في محاولة منه للتلاعب بطرفي الصراع من أجل التوصل للاتفاق الأفضل. ومن خلال المراوغة المتواصلة، قاوم طلبات مساعدة عديدة من قوى المركز، لكنه فشل في ضبط زعماء القبائل المثيرين للمتاعب العازمين على تقويض الحكم البريطاني في الهند، بينما حاول العملاء الأتراك إثارة المتاعب على طول الحدود المتاخمة. إن رحيل جزء كبير من جيش الهند البريطاني للقتال في الخارج وأنباء الهزائم البريطانية على أيدي الأتراك قد ساعد العملاء الأتراك على التحريض والفتنة، وفي عام 1915 أُثيرت قلقلة داخل قبيلة مومند ومن ثم قبيلة محسود. أمام العجز عن مجابهة تلك الفوضى، بقيت الحدود عموما مستقرة في وقت عجزت فيه بريطانيا عن تحمل المتاعب.
غادرت بعثة تركية-ألمانية كابول عام 1916. وبحلول ذلك الوقت كانت قد نجحت بإقناع حبيب الله بأن أفغانستان أمة مستقلة وينبغي ألا تكون تابعة لأحد. ومع انتهاء الحرب العالمية الأولى سعى حبيب الله للحصول على مكافأة من الحكومة البريطانية على مساعدته خلال الحرب. أثناء سعيه للحصول على اعتراف بريطاني باستقلال أفغانستان في الشؤون الخارجية، طالب بمقعد في مؤتمر باريس للسلام عام 1919. رُفض هذا الطلب من قِبل النائب «فريدريك ثيسيغر، فيكونت تشيلمسفورد  الأول» بحجة أن حضور المؤتمر كان مقتصرًا على المشاركين في الحرب. كان من المقرر إجراء مزيد من المفاوضات، ولكن قبل أن يتمكنوا من البدء اغتيل حبيب الله في 19 فبراير 1919.
أدى ذلك إلى صراع على السلطة إذ أعلن شقيق حبيب الله، نصر الله خان، نفسه خليفة حبيب الله، بينما أعلن -الابن الثالث لهبة الله- أمان الله نفسه أميرًا أيضًا في كابول. اشتبه الجيش الأفغاني بتواطؤ أمان الله في مقتل والده. قدّم أمان الله نفسه كرجل ديمقراطي ووعد بإصلاحات في نظام الحكومة بسبب حاجته لوسيلة لتوطيد سلطته بعد الاستيلاء على العرش في إبريل 1919، وصرّح أنه ينبغي عدم وجود عمل قسري أو طغيان أو اضطهاد وأن أفغانستان يجب أن تكون حرة ومستقلة ولم تعد ملزمة بمعاهدة جاندماك.
اعتقل أمان الله عمه نصر الله بتهمة اغتيال والده حبيب الله وحكم عليه بالسجن مدى الحياة. وكان نصر الله زعيمًا لحركة محافظة في أفغانستان، وكان سلوكه يجعل من منصب أمان الله كأمير ضعيفًا إلى حد ما. وبحلول شهر إبريل من عام 1919 أدرك أنه ما لم يتمكن من العثور على وسيلة لاسترضاء المحافظين، فمن غير المرجح أن يتمكن من الاحتفاظ بمنصبه.، قرر أمان الله غزو الهند البريطانية لتحويل الانتباه عن الصراع الداخلي في الساحة الأفغانية أو استشعار الاضطرابات المدنية المتصاعدة في الهند بعد مذبحة أمريتسار.